# Reometra mariae
Reometra mariae is een haarster uit de familie Calometridae.
De wetenschappelijke naam van de soort werd in 1912 gepubliceerd door Austin Hobart Clark.